# Ryder Cup

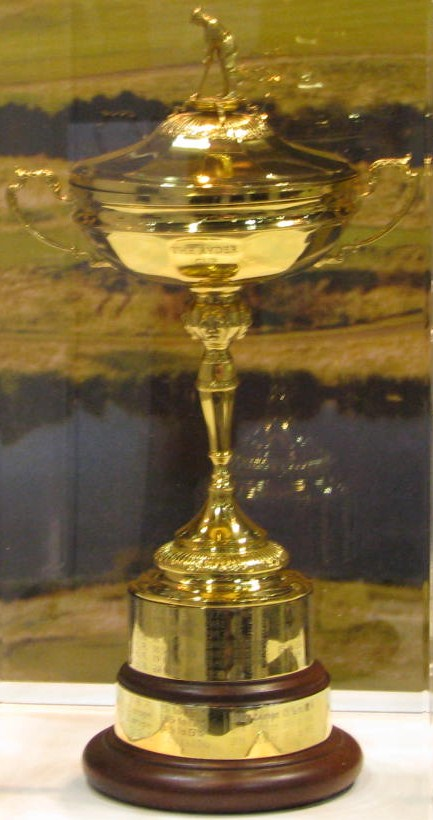
Imatge de la copa.

La Copa Ryder o Ryder Cup és un torneig biennal de golf que, actualment, enfronta als equips d'Europa i dels Estats Units. És el tercer esdeveniment esportiu amb més repercussió mediàtica després dels Jocs Olímpics i la Copa del Món de futbol.

## Història
La Ryder Cup va néixer el 1928, quan hi competiren els equips d'EUA i el de Gran Bretanya al East Course del Wentworth Club a Virginia Water, Surrey, Gran Bretanya. Després de més de 45 anys de domini estatunidenc (els britànics només van guanyar el torneig una vegada entre el 1935 i el 1973), a l'equip britànic se li van unir jugadors d'Irlanda el 1973, i posteriorment també jugadors de la resta d'Europa (a partir del 1979). Aquesta inclusió de jugadors va fer que el torneig fos considerablement més competitiu.
Històricament s'ha celebrat en terres anglosaxones (EUA o les Illes Britàniques), tot i que en tres ocasions s'ha celebrat en altres països: Club de Golf Valderrama (Cadis, 1997), Versalles (París, 2018) i al Marco Simone Golf club de Guido Montecelio (Roma, 2023). Per acollir l'edició del 2031 es va començar a preparar la candidatura de PGA Catalunya (Caldes de Malavella), que va comptar amb el suport de nombrosos sectors econòmics del país.
Fins 2024, l'equip europeu de la Ryder Cup havia tingut dos capitans espanyols: Severiano Ballesteros (1997) i José María Olazábal (2012). El danès Thomas Bjørn ho fou el 2018, mentre que en totes les altres edicions ho van ser golfistes de les Illes Britàniques. L'únic golfista de l'àmbit catalanoparlant que hi ha participat és el valencià Sergio García, que ostenta alguns rècords com el de més puntuació (28½) i més participacions (un total de 10 entre 1999 i 2020), entre d'altres.
Actualment, els partits són dirigits conjuntament per la USPGA i la PGA European Tour.

## Resultats
| Any  | Seu                                                             | Equip guanyador | Resultat | Resultat | Equip perdedor        |
| ---- | --------------------------------------------------------------- | --------------- | -------- | -------- | --------------------- |
| 1927 | Worcester CC, Worcester, Massachusetts                          | Estats Units    | 9½       | 2½       | Gran Bretanya         |
| 1929 | Moortown GC, Leeds                                              | Gran Bretanya   | 7        | 5        | Estats Units          |
| 1931 | Scioto CC, Columbus, Ohio                                       | Estats Units    | 9        | 3        | Gran Bretanya         |
| 1933 | Southport & Ainsdale GC, Southport                              | Gran Bretanya   | 6½       | 5½       | Estats Units          |
| 1935 | Ridgewood CC, Paramus, Nova Jersey                              | Estats Units    | 9        | 3        | Gran Bretanya         |
| 1937 | Southport & Ainsdale GC, Southport                              | Estats Units    | 8        | 4        | Gran Bretanya         |
| 1947 | Portland GC, Portland, Oregon                                   | Estats Units    | 11       | 1        | Gran Bretanya         |
| 1949 | Ganton GC, Scarborough                                          | Estats Units    | 7        | 5        | Gran Bretanya         |
| 1951 | Pinehurst Resort, Pinehurst, Carolina del Nord                  | Estats Units    | 9½       | 2½       | Gran Bretanya         |
| 1953 | Wentworth Club, Virginia Water, Surrey                          | Estats Units    | 6½       | 5½       | Gran Bretanya         |
| 1955 | Thunderbird CC, Rancho Mirage, Califòrnia                       | Estats Units    | 8        | 4        | Gran Bretanya         |
| 1957 | Lindrick GC, Rotherham                                          | Gran Bretanya   | 7½       | 4½       | Estats Units          |
| 1959 | Eldorado CC, Indian Wells, Califòrnia                           | Estats Units    | 8½       | 3½       | Gran Bretanya         |
| 1961 | Royal Lytham & St Annes, Lytham St Annes                        | Estats Units    | 14½      | 9½       | Gran Bretanya         |
| 1963 | East Lake GC, Atlanta, Geòrgia                                  | Estats Units    | 23       | 9        | Gran Bretanya         |
| 1965 | Royal Birkdale, Southport                                       | Estats Units    | 19½      | 12½      | Gran Bretanya         |
| 1967 | Champions GC, Houston, Texas                                    | Estats Units    | 23½      | 8½       | Gran Bretanya         |
| 1969 | Royal Birkdale, Southport                                       | Estats Units    | 16       | 16       | Gran Bretanya         |
| 1971 | Old Warson CC, St. Louis, Missouri                              | Estats Units    | 18½      | 13½      | Gran Bretanya         |
| 1973 | Muirfield Links, Gullane, East Lothian                          | Estats Units    | 19       | 13       | Gran Bretanya Irlanda |
| 1975 | Laurel Valley GC, Ligonier, Pennsilvània                        | Estats Units    | 21       | 11       | Gran Bretanya Irlanda |
| 1977 | Royal Lytham & St Annes, Lytham St Annes                        | Estats Units    | 12½      | 7½       | Gran Bretanya Irlanda |
| 1979 | The Greenbrier, White Sulphur Springs, Virgínia de l'Oest       | Estats Units    | 17       | 11       | Europa                |
| 1981 | Walton Health GC, Walton-on-the-Hill, Surrey                    | Estats Units    | 18½      | 9½       | Europa                |
| 1983 | PGA National GC, Palm Beach Gardens, Florida                    | Estats Units    | 14½      | 13½      | Europa                |
| 1985 | The Belfry, Sutton Coldfield                                    | Europa          | 16½      | 11½      | Estats Units          |
| 1987 | Muirfield Village GC, Dublin, Ohio                              | Europa          | 15       | 13       | Estats Units          |
| 1989 | The Belfry, Sutton Coldfield                                    | Europa          | 14       | 14       | Estats Units          |
| 1991 | Kiawah Island Golf Resort, Kiawah Island, Carolina del Sud      | Estats Units    | 14½      | 13½      | Europa                |
| 1993 | The Belfry, Sutton Coldfield                                    | Estats Units    | 15       | 13       | Europa                |
| 1995 | Oak Hill CC, Rochester, Nova York                               | Europa          | 14½      | 13½      | Estats Units          |
| 1997 | Valderrama GC, Sotogrande, Andalusia                            | Europa          | 14½      | 13½      | Estats Units          |
| 1999 | The Country Club, Chestnut Hill, Massachusetts                  | Estats Units    | 14½      | 13½      | Europa                |
| 2002 | The Belfry, Sutton Coldfield                                    | Europa          | 15½      | 12½      | Estats Units          |
| 2004 | Oakland Hills Country Club, Bloomfield Hills, Michigan          | Europa          | 18½      | 9½       | Estats Units          |
| 2006 | The K Club, Straffan, Kildare, Irlanda                          | Europa          | 18½      | 9½       | Estats Units          |
| 2008 | Valhalla GC, Louisville, Kentucky                               | Estats Units    | 16½      | 11½      | Europa                |
| 2010 | Celtic Manor Resort, Newport                                    | Europa          | 14½      | 13½      | Estats Units          |
| 2012 | Medinah CC, Medinah, Illinois                                   | Europa          | 14½      | 13½      | Estats Units          |
| 2014 | Gleneagles, Auchterarder                                        | Europa          | 16½      | 11½      | Estats Units          |
| 2016 | Hazeltine National GC, Chaska, Minnesota                        | Estats Units    | 17       | 11       | Europa                |
| 2018 | Le Golf National, Saint-Quentin-en-Yvelines, França             | Europa          | 17½      | 10½      | Estats Units          |
| 2021 | Whistling Straits, Sheboygan, Wisconsin                         | Estats Units    | 19       | 9        | Europa                |
| 2023 | Marco Simone Golf and Country Club, Guidonia Montecelio, Itàlia | Europa          | 16½      | 11½      | Estats Units          |

Nota: Les edicions de 1969 i 1989 van acabar en empat, pel que els guanyadors de les edicions anteriors retingueren el trofeu.

## Victòries
| Equip                     | Guanyats | Perduts | Empats |
| ------------------------- | -------- | ------- | ------ |
| Estats Units              | 27       | 15      | 2      |
| Europa                    | 12       | 9       | 1      |
| Gran Bretanya i · Irlanda | 0        | 3       | 0      |
| Gran Bretanya             | 3        | 15      | 1      |

## Victòries parcials
| Anys      |              |    |    |                       | Empats |
| --------- | ------------ | -- | -- | --------------------- | ------ |
| 1927-1971 | Estats Units | 15 | 3  | Gran Bretanya         | 1      |
| 1973-1977 | Estats Units | 3  | 0  | Gran Bretanya Irlanda | 0      |
| 1979-2023 | Estats Units | 10 | 12 | Europa                | 1      |